# Shockman (artiest)
Shockman, alias Coronwboy, voorheen Shock E, geboren Wendell Earl Slagveer (Marowijne (district), 20 augustus 1978), is een Surinaams-Nederlands dancehall-artiest.

## Biografie
Shockman bracht zijn kinderjaren door in district Coronie in Suriname en werd grotendeels door zijn oma grootgebracht. Hij komt uit een gezin met vijf broers en vier zussen. Zijn eigen label heeft de naam CoronMusic, dat evenals zijn bijnaam Coronbwoy naar Coronie is vernoemd.
In 1995 verhuisde Shockman naar Nederland om bij zijn moeder te wonen. In Nederland genoot hij van beter onderwijs en waren zijn leefomstandigheden gunstiger. Ondanks de voordelen die Nederland hem bood, had hij heimwee naar Suriname. Muziek was in die periode voor hem een uitlaatklep om zijn verdriet te verwerken. Geïnspireerd door de rapper Tupac begon hij 1998 te rappen onder de naam Shock E. Door zijn roots raakte hij steeds meer geïnteresseerd in dancehall-muziek en werd hij geïnspireerd door artiesten als Beenieman, Bounty Killer en Shabba Ranks.
In 2003 maakte hij definitief de overstap naar dancehall-muziek. In 2006 nam hij deel aan de Grote Prijs van Nederland waar hij, toen nog onder de naam Shock E, finalist werd in de categorie hiphop/r&b. Dit succes zorgde er voor dat hij kort daarna samenwerkingen deed met onder meer Freddy Moreira, Hardwell en Team Rush Hour. Om niet meer met rap geassocieerd te worden, veranderde hij zijn naam in 2007 naar Shockman.

## Doorbraak
In 2015 kwam zijn doorbraak. Met het nummer When we pull up kreeg hij mainstream succes, onder meer notering in de Dixte 1000 van 2017. Wine deh en Hot topicz zijn meer dan 2,5 miljoen keer beluisterd op Spotify en ook op YouTube werd Wine deh miljoenen malen bezocht.
Shockman treedt op in Nederland, Suriname, Duitsland en Canada voor evenementen zoals het Jamrock Festival, Zsa Zsa Su, Gyal A Bubble en het Jamaica Festival in Duitsland. Hij heeft samengewerkt met de internationale dancehall-artiest Gyptian en Nederlandse artiesten als DJ Chuckie, ChildsPlay enHardwell. In oktober 2020 heeft Shockman bij BMG getekend. 

## Discografie
| Naam single     | Jaar | Streams Youtube | Streams Spotify |
| --------------- | ---- | --------------- | --------------- |
| Hot Topicz      | 2019 | 500.000         | 3.000.000       |
| Wine Deh        | 2018 | 5.500.000       | 2.500.000       |
| When we pull up | 2016 | 150.000         | 500.000         |